# Hemerobius conjunctus
Hemerobius conjunctus är en insektsart som beskrevs av Fitch 1855. Hemerobius conjunctus ingår i släktet Hemerobius och familjen florsländor. Inga underarter finns listade i Catalogue of Life.